# Lucía Fuengallego

## Biografía
Lucía Fuengallego (Madrid, 12 de junio de 1989) es una actriz española conocida principalmente por sus trabajos en teatro.

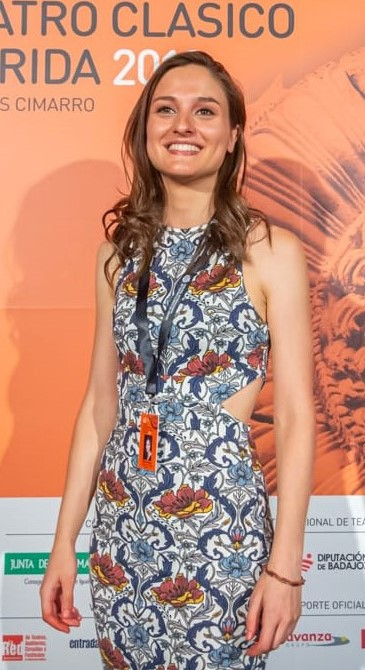
Lucía Fuengallego en 2019

Nace en Madrid en 1989. En 2004, con 15 años, se matricula en la Escuela Municipal de Arte Dramático de Las Rozas (Madrid). Allí da sus primeros pasos en el mundo de la interpretación y comienza a formarse con profesionales como María Luisa García o Carlos Marchena. En esta primera etapa, participará en los montajes Paso a paso (2005); 50 años con Juan Gelman y Dalí y el Surrealismo poético (a los cien años de Dalí) (ambos montajes dirigidos por Fermín Cabal en 2006); Hoy no hablamos de amor (2007);
y Caperula Rubra (2007).
En 2007, a los 18 años, y tras finalizar sus estudios de secundaria, ingresa en la Real Escuela Superior de Arte Dramático (RESAD), donde se forma de la mano de maestros como Charo Amador, Vicente Fuentes o Luis Landero y con compañeras como Aura Garrido e Hiba Abouk. 
En 2009 participa en el montaje Con Lope de Vega a capa y espada, estrenado en la Biblioteca Nacional de España dentro de La Noche en Blanco madrileña.
En 2011 finaliza su licenciatura en la RESAD especializándose en Interpretación Textual. Ese mismo año participa en la LVII Edición del Festival Internacional de Teatro Clásico de Mérida con la obra Antígona, protagonizada por Marta Etura, María Botto, Blanca Portillo y Antonio Gil Martínez, entre otros.
En 2011 estrena también La Indagación, con dirección de Charo Amador, una obra documental de Peter Weiss basada en las actas de los Juicios de Frankfurt contra 23 responsables del campo de concentración y exterminio de Auschwitz. Este montaje, realizado por la compañía Efímero Teatro, se repuso en varias ocasiones hasta 2013 y cosechó excelentes críticas. Resultó finalista en el XV Certamen Nacional de Teatro para Directoras de Escena Ciudad de Torrejón 
En 2013 participa en el homenaje al Maestro de Esgrima Iñaki Arana organizado por la RESAD con motivo del inesperado fallecimiento del profesor. El montaje resultante, Lección de armas, llegó a ser finalista en el Festival Talent Madrid ese mismo año.
Pocos meses después, y coincidiendo con el día de su 24º cumpleaños, pisa por primera vez las tablas del Teatro Valle-Inclán del Centro Dramático Nacional (CDN) estrenando Serena Apocalipsis a las órdenes del director Antonio C. Guijosa. Comparte escenario con Alberto Iglesias y Elena González, entre otros. El texto, que plantea un futuro distópico en el que los personajes deben sobrevivir en una ciudad pauperizada por la crisis económica y visitada por la noche por unas extrañas criaturas, fue conformándose durante el proceso de ensayos con el elenco y es obra de la dramaturga Verónica Fernández, ganadora de un Premio Goya en 2001 por el guion de El Bola.
En 2015 vuelve al Teatro Valle-Inclán (Centro Dramático Nacional) con Trilogía de la ceguera, un triplete conformado por las obras La Intrusa, Interior y Los ciegos, de Maeterlinck, dirigidas por Vanessa Martínez, Raúl Fuertes y Antonio C. Guijosa respectivamente.
En 2018 comienza a trabajar en la compañía de Blanca Marsillach protagonizando el montaje Belcebú, una obra creada con el objetivo de concienciar al público adolescente y adulto sobre el acoso escolar o bullying.
En 2019 pisa de nuevo la arena del Teatro Romano de Mérida en la LXV edición del Festival Internacional de Teatro Clásico de Mérida con la obra Tito Andrónico, de Shakespeare, en versión de Nando López. En esta tragedia, calificada por muchos expertos como <<la obra más sangrienta del bardo inglés>>, interpreta a Lavinia, la joven hija de Tito , que es violada y brutalmente mutilada por orden de la reina goda Tamora. El montaje, dirigido por Antonio C. Guijosa, cosecha excelentes críticas y se encuentra actualmente de gira por toda la geografía española.
En 2020 hace su debut en ficción encarnando a Eva en la 8ª temporada de Amar es para siempre.
Otros profesionales con los que ha complementado su formación a lo largo de los años: Benito Zambrano, Jaime Chávarri, Andrés Lima, Pedro Víllora, Fermín Cabal, Ángel Gutiérrez, Vicente León.

## Filmografía

### Televisión
| Año  | Título               | Personaje | Notas      |
| ---- | -------------------- | --------- | ---------- |
| 2020 | Amar es para siempre | Eva       | Recurrente |

### Cortometrajes
| Año  | Título                                    | Dirección                          | Personaje     | Notas                |
| ---- | ----------------------------------------- | ---------------------------------- | ------------- | -------------------- |
| 2008 | GÉNESIS                                   | Javier Gomis                       | Eva           | Protagonista         |
| 2009 | Bello Durmiente (Sleeping Boyty)          | Víctor Pintado                     | Ella          | Protagonista         |
| 2010 | MoCap (Corto de animación Motion Capture) | Mertixell Aragonès                 | Bella         | Protagonista         |
| 2013 | Verónica                                  | Inés Quintana                      | Verónica      | Protagonista         |
| 2014 | DUPLICITY                                 | John Reck                          | Monica        | Personaje secundario |
| 2017 | En su sitio                               | Alexandra Ispierto                 | Marina        | Personaje secundario |
| 2017 | El rifle de Chèjov                        | Cristóbal Bolaños y Guillermo Ruiz | Carmen        | Protagonista         |
| 2017 | De vuelta                                 | Ana Romero y Claudia Benítez       | Esmeralda     | Protagonista         |
| 2018 | Perdidos en la bruma                      | Sergi Monfort                      | Karla Klavier | Protagonista         |
| 2019 | El Informe Jimeno                         | Felipe Escalante                   | Marta         | Secundario           |
| 2020 | Dos de espadas                            | Alberto Collado de Lis             | Laura         | Protagonista         |

### Doblaje
| Año  | Categoría | Notas                                                                                   |
| ---- | --------- | --------------------------------------------------------------------------------------- |
| 2007 | Doblaje   | Elige tu profesión Ideal (CD Interactivo para distribución docente) - Varios personajes |
| 2013 | Locución  | Locución de relatos para Siguala S.A.                                                   |
| 2018 | Locución  | Ambientación de juegos para el canal de YouTube La Mazmorra de Pacheco                  |

## Teatro

### Como actriz
- Paso a paso (2005)
- 50 años con Juan Gelman (2006)
- Dalí y el Surrealismo poético (a los cien años de Dalí) (2006)
- Como la vida misma (2007)
- Hoy no hablamos de amor (2007)
- Caperula Rubra (Adaptación en latín del cuento de Caperucita Roja) (2007)
- Con Lope de Vega a capa y espada (2009)
- Theatrum mundi (2010)
- Camino Real (2010)
- Si tu boca se entreabriera (2011)
- Rent (2011)
- En el Mundo del Revés (2011)
- Antígona (2011)
- Tartufo (2012)
- Lección de armas (2013)
- La Indagación (2011-2013)
- Serena Apocalipsis (2013)
- Viva Madrid (2014)
- Trilogía de la ceguera (2015)
- El balcón de las fantasías (monólogo)  (2016)
- La cita (2017)
- Sketches por la no-violencia (2017 - 2018)
- REDES (2016 - 2019)
- Belcebú (2018 - Actualidad)
- Tito Andrónico (2019 - Actualidad)

### Como ayudante de dirección
- Claudio, tío de Hamlet (2012 - 2013)

### Como ayudante de producción
- Desde la Oscuridad (2012)

## Presentadora
| Año  | Notas                                                                                                |
| ---- | --- |
| 2018 | Gala de Acto de Clausura de la XXV Edición del Certamen de Teatro Escolar de la Comunidad de Madrid  |
| 2019 | Gala de Acto de Clausura de la XXVI Edición del Certamen de Teatro Escolar de la Comunidad de Madrid |

## Premios y nominaciones
Premios Unión de Actores y Actrices
| Año  | Categoría                         | Montaje        | Resultado |
| ---- | --------------------------------- | -------------- | --------- |
| 2020 | Mejor Actriz Secundaria de Teatro | Tito Andrónico | Nominada  |

Premios Noray
| Año  | Categoría                 | Nombre             | Resultado |
| ---- | ------------------------- | ------------------ | --------- |
| 2018 | Mejor Actriz Protagonista | El Rifle de Chéjov | Nominada  |

Premios Festival de Cortos Delegación UC3M
| Año  | Categoría                 | Nombre             | Resultado |
| ---- | ------------------------- | ------------------ | --------- |
| 2018 | Mejor Actriz Protagonista | El Rifle de Chéjov | Nominada  |